# سوليكو
مجموعة سولیکو (بالإنجليزية: Solico Group)‏ هي شركة متعددة الجنسيات مقرها ایران تنتج صناعات غذائيّة ومشروبات غير الكحولية. تملك المجموعة أكثر من 36 علامة تجارية تسوق وتوزّع منتجاتها في أكثر من 13 بلداً.
بدأ النشاط الأول لمجموعة سوليكو عام 1980، حيث أطلقها غلام علي سليماني. تُعرف سوليكو حاليًا بأنها أكبر مجموعة صناعة للأغذية والخدمات في إيران وواحدة من أعلى المجموعات الصناعية والإنتاجية والخدمية في الشرق الأوسط مبيعاً.